# Рот, Ульрих
Ульрих Рот (нем. Ulrich Roth или Ули Йон Рот, нем. Uli Jon Roth) — немецкий хард-рок и хэви-метал гитарист-виртуоз, бывший участник группы Scorpions и основатель групп Dawn Road, Electric Sun.
В 2015 году включён в список «50 самых быстрых гитаристов всех времён» по версии журнала Guitar World.

## Карьера

### Ранние годы
Ульрих Рот родился 18 декабря 1954 года в Дюссельдорфе (Германия).
Свой первый концерт сыграл в 1968 году в возрасте 13 лет в качестве члена группы Blue Infinity. Изучая классическую гитару, фортепиано и скрипку в школе, он выступал с несколькими группами из Ганновера, в частности Dawn Road вместе с Фрэнсисом Бухгольцем и Юргеном Розенталем.
Его ранними музыкальными увлечениями были The Beatles, Джон Мэйолл и его группа The Bluesbreakers, Эрик Клэптон, Cream, чуть позже он увлёкся творчеством Джими Хендрикса.

### 1970-е
В 1973 году гитарист Майкл Шенкер принял решение перейти из группы Scorpions в более популярную английскую команду UFO, к тому времени добившуюся некоторого успеха за пределами своей страны, и попросил Ули заменить его в уже запланированном концерте. После ухода Майкла Шенкера Scorpions на некоторое время приостановили деятельность, однако затем сначала ритм-гитарист Рудольф Шенкер, а затем певец Клаус Майне присоединились к группе Ули Рота Dawn Road. Поскольку контракт со звукозаписывающей фирмой продолжал действовать, музыканты взяли прежнее название Scorpions.
В ближайшие пять лет Scorpions покоряют Европу и Японию. В это время влияние Ули Рота признавали, например, Эдди Ван Хален, Ингви Мальмстин и Кирк Хэммет.
Ульрих Рот в составе Scorpions выпустил четыре студийных и один концертный альбом. Немалая доля успеха пришла к Scorpions образца 1970-х годов благодаря виртуозной игре Ульриха Рота.
В 1978 году после гастролей в Японии Ульрих Рот ушёл из Scorpions по причине музыкальных разногласий.

Моя голова была полна музыкальных идей, которые были очень неподходящими для Scorpions. Я хотел делать что-то новое, и я не верил, что другие участники группы меня поддержат, поэтому я даже не выкладывал эти идеи на стол. Мы открыли направление, которое было очень ранним хард-роком и хэви-металом, и хотя я помог создать это, я больше не чувствовал себя близким к нему.— Ули Джон Рот, Guitar World

### 1980-е — 1990-е
После своего ухода Рот вместе с басистом Уле Ритгеном (будущий участник групп Zeno и Fair Warning) организовал группу Electric Sun. В 1979 году они выпустили альбом Earthquake, а в 1981 году — Fire Wind. На этих дисках Ули в полной мере раскрыл свой уникальный стиль игры, сочетающий импровизационную манеру Джими Хендрикса (всегда бывшего одним из главных его вдохновителей) с использованием классических гармоний, арпеджио и нетрадиционных для рок-музыки ладов. Пел он сам, а на ударных играли Клайв Эдвардс (Earthquake) и Сидхатта Гуатама (Firewind). Обложки для всех альбомов Electric Sun нарисовала Моника Даннеманн, бывшая подруга Хендрикса, с которой Ули познакомился ещё в 1976 году.
Следующий и последний альбом Electric Sun Beyond The Astral Skies вышел только в 1985 году. На нём Ули впервые использовал вместо традиционного «стратокастера» гитару собственной разработки — Sky Guitar, которая охватывает диапазон в 6 октав. Музыка в альбоме также изменилась — она стала более величественной, более симфонической, появились хоровые вокальные аранжировки.
После этого последовал относительно долгий период затишья — Ули Рот не выходил на сцену и не выпускал альбомов. Лишь в 1991 году вышел диск Aquilla Suite, содержащий 12 этюдов для фортепиано, инструмент, которым Рот уже давно был увлечён. В этом же году Ули участвовал в очень успешной серии концертов, посвящённых Джими Хендриксу. После этого организаторы «Международного Фестиваля Гитары» попросили его написать оркестровую пьесу в честь открытия европейских границ. Написанная сперва десятиминутная увертюра вскоре превратилась в полноценную симфонию — «Europa Ex Favilla». В апреле 1993 г. в Льеже, Бельгия состоялся концерт под названием «Symphonic Rock For Europe», транслировавшийся телевидением. Музыка состояла из хорошо известных классических шедевров, аранжированных Ули Ротом для оркестра, хора и группы, а также собственных композиций, некоторые из которых попали на следующий диск Prologue To The Symphonic Legends.

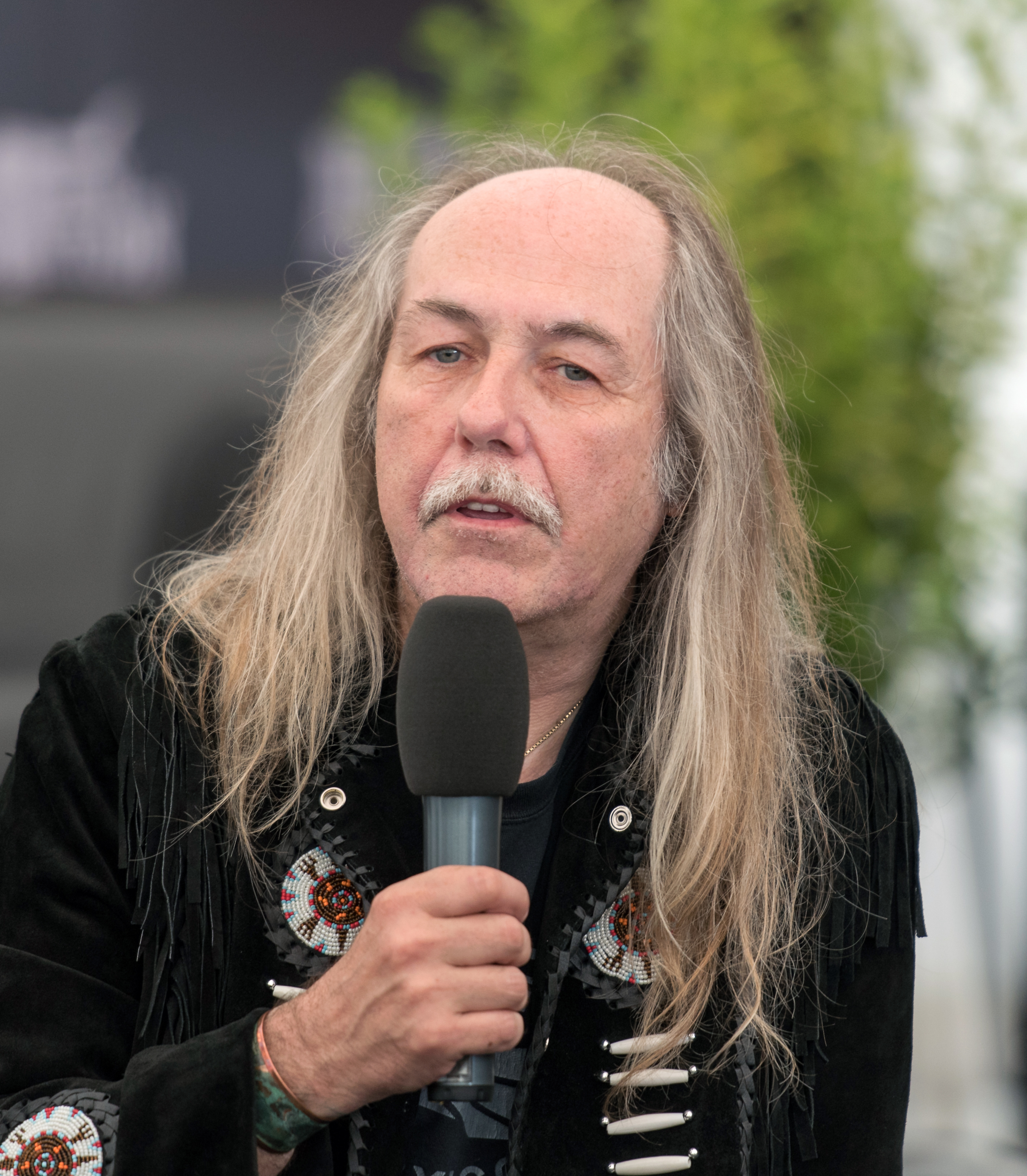
Wacken Open Air 2017

Под названием «Sky Of Avalon» Рот начал работу над циклом Симфонических легенд, которые должны были включать в себя все музыкальные формы, которые он использовал раньше: симфоническую музыку, оперу, рок-композиции. Во время записи трагически погибает Моника Даннеманн. Ули решает в её честь записать большое произведение Requiem For An Angel. Чтобы не откладывать текущую работу, он решает использовать эту музыку как основу для того, что впоследствии должно было бы стать массивной, двухчастной симфонией. Впрочем, работа над этим произведением ведется по сей день.

### 2000-е
В 2000 году вышел двойной диск Transcendental Sky Guitar, представляющий собой коллекцию живых и студийных записей. Часть из них была сделана во время европейского тура 1998 года G3 совместно с Джо Сатриани и Майклом Шенкером. В записи этого альбома Ули Роту помогала по-настоящему звёздная команда: клавишник Дон Эйри (Rainbow, сейчас в Deep Purple), ритм-секция Барри Спаркс/Шейн Галас (Ингви Мальмстин, Майкл Шенкер), вокалистка Лиз Вэндалл (Sahara).
В ноябре 2002 года в Англии прошла серия концертов Legends Of Rock с участием Ули Рота, Джека Брюса и группы UFO c Майклом Шенкером. По горячим следам выпущен CD/DVD Legends of Rock at Castle Donington.
В 2008 году Рот выпускает первый со времен Beyond The Astral Skies (1985) по-настоящему роковый альбом Under A Dark Sky.
К сорокалетию выпуска альбома Scorpions In Trance Ули записывает двойной альбом Scorpions Revisited.
В 2016 году выходит концертный альбом Tokyo Tapes Revisited, записанный в том же зале, где Scorpions записали сам альбом Tokyo Tapes.
В 2018 году вновь принимает участие в проекте G3 совместно с Джо Сатриани и Джоном Петруччи. При этом Сатриани и Петруччи принимали участие как в американской, так и в европейской части тура, а Ули Йон Рот — только в европейской. Вместо Ули по Америке ездил Фил Коллен из Def Leppard.

## Sky guitars
В начале 1980-х годов, поняв ограничения традиционных электрогитар, Рот решил разработать собственную гитару с большим количеством ладов и более широким динамическим диапазоном.

«Я разработал Sky Guitar, чтобы позволить мне делать то, что раньше было невозможно на традиционных гитарах. В начале это был, в частности, несколько ограниченный диапазон стандартных гитар в три с половиной октавы, который я нашел очень ограничивающим. У меня часто заканчивались лады, и логика нескольких моих соло требовала, чтобы мне понадобились более высокие ноты»— Ули Джон Рот, National Association for Music Education
В 1980-х годах компания Roth заказала изготовление гитар с дополнительными ладами у лютниста Андреаса Деметриу. Компания Roth изготовила пять таких "небесных" гитар. Чтобы имитировать высокие ноты скрипки, все гитары Sky были оснащены увеличенным количеством ладов. У первой гитары Sky (использованной в альбоме Beyond the Astral Skies) было 30 ладов. В интервью журналу Guitar World в 2023 году Рот сообщил, что гитары либо безладовые выше 30-го лада, либо имеют расстояние между ладами на целый шаг выше 27-го лада, с 35 эффективными (полушаговыми) ладами. Звукосниматели Sky Guitar - это изготовленные на заказ хамбакеры с 4 катушками, изготовленные Джоном Ора-мом, причем у одной гитары звукосниматель Oram спрятан под 24-м ладом. Какое-то время Рот использовал усилитель Framus Dragon, хотя в настоящее время он продвигает головки Blackstar Artisan 100 и Series One мощностью 200 Вт. Он также использовал установленный на ножке гитарный резонатор Vibesware (сустейн), чтобы ввести бесконечный сустейн, как в композиции Benediction на своем альбоме Under A Dark Sky.
В 2011 году Dean Guitars выпустила 25 пользовательских гитар Sky на основе пользовательских моделей Ульриха Рота с шестью и семью струнами.

## Дискография
В составе Scorpions
- Fly to the Rainbow (1974) — Гитара, вокал
- In Trance (1975) — Гитара, вокал
- Virgin Killer (1976) — Гитара, вокал
- Taken by Force (1977) — Гитара
- Tokyo Tapes (концертная запись, 1978) — Гитара, вокал

В составе Electric Sun
- Earthquake (1979) — Гитара, вокал
- Fire Wind (1981) — Гитара, вокал
- Beyond the Astral Skies (1985) — вокал, гитара, клавиши, бас

Соло и классические работы (изданное)
- 1991 — Aquila Suite - 12 Arpeggio Concert Etudes for Solo Piano
- 1996 — Sky of Avalon - Prologue to the Symphonic Legends (с участием Sky Orchestra)
- 2000 — Transcendental Sky Guitar Vol. I & II
- 2003 — Metamorphosis of Vivaldi's Four Seasons (с участием Sky Orchestra)
- 2008 — Under A Dark Sky (Sky of Avalon)
- 2015 — Scorpions Revisited
- 2016 — Tokyo Tapes Revisited - Live In Japan

Соло и классические работы (неизданное)
- 1987 — Sky Concerto
- 1992 — Europa ex Favilla (симфония)
- 1994 — Hiroshima de Profundis (симфония)
- 1996/97/98 — Requiem for an Angel (памяти Моники Доннеман)